# فهرست گلزنان برتر لا لیگا
فهرست برترین گلزنان لالیگا، فهرست بازیکنانی است که تا بیشترین گل‌های مسابقات لالیگا را به ثمر رسانده‌اند. لیونل مسی با ۴۷۴ گل رکورد دار و صاحب عنوان بهترین گلزن لالیگا است.
رکوردداران گلزنی در تاریخ لالیگا
| رتبه | نام                 | سال             | گل  | بازی | نسبت   |
| ---- | ------------------- | --------------- | --- | ---- | ------ |
| ۱    | لیونل مسی           | ۲۰۰۴–۲۰۲۱       | ۴۷۴ | ۵۲۰  | ۰/۹۱۱۵ |
| ۲    | کریستیانو رونالدو   | ۲۰۰۹–۲۰۱۸       | ۳۱۱ | ۲۹۲  | ۱٫۱۰۲  |
| ۳    | تلمو زارا           | ۱۹۴۰–۱۹۵۵       | ۲۵۱ | ۲۷۸  | ۰٫۹۰۳  |
| ۴    | هوگو سانچز          | ۱۹۸۱–۱۹۹۴       | ۲۳۴ | ۳۴۷  | ۰٫۶۷۴  |
| ۵    | رائول               | ۱۹۹۴–۲۰۱۰       | ۲۲۸ | ۵۵۰  | ۰٫۴۱۵  |
| ۶    | آلفردو دی‌استفانو    | ۱۹۵۳–۱۹۶۶       | ۲۲۷ | ۳۲۹  | ۰٫۶۹   |
| ۷    | سزار رودریگز آلوارز | ۱۹۳۹–۱۹۵۵       | ۲۲۳ | ۳۵۳  | ۰٫۶۳۲  |
| ۸    | انریکه کاسترو       | ۱۹۷۰–۱۹۸۷       | ۲۱۹ | ۴۴۸  | ۰٫۴۸۹  |
| ۹    | لوییس سوارز         | ۲۰۱۴-۲۰۲۰       | ۲۱۰ | ۲۷۸  | ۰٫۷۵۵  |
| ۱۰   | کریم بنزما          | ۲۰۰۳–۲۰۱۴ ۲۰۰۹- | ۱۸۵ | ۳۵۲  | ۰٫۵۲۶  |
| ۱۱   | ادموندو سوارز       | ۱۹۳۹–۱۹۵۰       | ۱۹۵ | ۲۳۱  | ۰٫۸۴۴  |
| ۱۲   | کارلوس سانتیانا     | ۱۹۷۰–۱۹۸۸       | ۱۸۶ | ۴۶۱  | ۰٫۴۰۳  |
| ۱۳   | خوان آرزا           | ۱۹۴۳–۱۹۵۹       | ۱۸۲ | ۳۴۹  | ۰٫۵۲۱  |
| ۱۴   | گی‌یرمو گوروستیزا    | ۱۹۲۹–۱۹۴۵       | ۱۷۸ | ۲۵۶  | ۰٫۶۹۵  |
| ۱۵   | ساموئل اتوئو        | ۱۹۹۸–۲۰۰۹       | ۱۷۲ | ۲۸۰  | ۰٫۶۱۴  |
| ۱۶   | لوییس آراگونز       | ۱۹۶۰–۱۹۷۴       | ۱۶۰ | ۳۶۰  | ۰٫۴۴۴  |
| ۱۷   | فرانس پوشکاش        | ۱۹۵۸–۱۹۶۶       | ۱۵۶ | ۱۸۰  | ۰٫۸۶۷  |
| ۱۸   | خولیو سالیناس       | ۱۹۸۲–۲۰۰۰       | ۱۵۲ | ۴۱۷  | ۰٫۳۶۵  |
| ۱۹   | آدریان اسکودرو      | ۱۹۴۵–۱۹۵۸       | ۱۵۰ | ۲۸۷  | ۰٫۵۲۳  |
| ۲۰   | دانیل رویز          | ۱۹۷۴–۱۹۸۶       | ۱۴۷ | ۳۰۳  | ۰٫۴۸۵  |
| ۲۱   | رائول تامودو        | ۱۹۹۷–۲۰۱۲       | ۱۴۵ | ۴۰۳  | ۰٫۳۶   |

## گلزنان برتر در لالیگا
| رتبه | ملیت      | نام                    | سال       | گل  | بازی | نسبت   |
| ---- | --------- | ---------------------- | --------- | --- | ---- | ------ |
| ۱    | Argentina | لیونل مسی              | ۲۰۰۴–۲۰۲۱ | ۴۷۴ | ۵۲۰  | ۰٫۹۱۱۵ |
| ۲    | Portugal  | کریستیانو رونالدو      | ۲۰۰۹–۲۰۱۷ | ۳۱۱ | ۲۹۲  | 1.102  |
| ۳    | Spain     | تلمو زارا              | ۱۹۴۰–۱۹۵۵ | ۲۵۱ | ۲۷۸  | 0.903  |
| ۴    | Mexico    | هوگو سانچز             | ۱۹۸۱–۱۹۹۴ | ۲۳۴ | ۳۴۷  | 0.674  |
| ۵    | Spain     | رائول                  | ۱۹۹۴–۲۰۱۰ | ۲۲۸ | ۵۵۰  | 0.415  |
| ۶    | Argentina | آلفردو دی‌استفانو       | ۱۹۵۳–۱۹۶۶ | ۲۲۷ | ۳۲۹  | 0.69   |
| ۷    | Spain     | سزار رودریگز آلوارز    | ۱۹۳۹–۱۹۵۵ | ۲۲۳ | ۳۵۳  | 0.632  |
| ۸    | Spain     | انریکه کاسترو          | ۱۹۷۰–۱۹۸۷ | ۲۱۹ | ۴۴۸  | 0.489  |
| ۹    | Spain     | مانوئل فرناندز فرناندز | ۱۹۴۳–۱۹۵۶ | ۲۱۰ | ۲۷۸  | 0.755  |
| ۱۰   | Spain     | کریم بنزما             | ۲۰۰۳–۲۰۱۴ | ۱۸۵ | ۳۵۲  | 0.526  |
| ۱۱   | Spain     | ادموندو سوارز          | ۱۹۳۹–۱۹۵۰ | ۱۹۵ | ۲۳۱  | 0.844  |
| ۱۲   | Spain     | کارلوس سانتیانا        | ۱۹۷۰–۱۹۸۸ | ۱۸۶ | ۴۶۱  | 0.403  |
| ۱۳   | Spain     | خوان آرزا              | ۱۹۴۳–۱۹۵۹ | ۱۸۲ | ۳۴۹  | 0.521  |
| ۱۴   | Spain     | گی‌یرمو گوروستیزا       | ۱۹۲۹–۱۹۴۵ | ۱۷۸ | ۲۵۶  | 0.695  |
| ۱۵   | Cameroon  | ساموئل اتوئو           | ۱۹۹۸–۲۰۰۹ | ۱۷۲ | ۲۸۰  | 0.614  |
| ۱۶   | Spain     | لوییس آراگونز          | ۱۹۶۰–۱۹۷۴ | ۱۶۰ | ۳۶۰  | 0.444  |
| ۱۷   | Hungary   | فرانس پوشکاش           | ۱۹۵۸–۱۹۶۶ | ۱۵۶ | ۱۸۰  | 0.867  |
| ۱۸   | Spain     | خولیو سالیناس          | ۱۹۸۲–۲۰۰۰ | ۱۵۲ | ۴۱۷  | 0.365  |
| ۱۹   | Spain     | آدریان اسکودرو         | ۱۹۴۵–۱۹۵۸ | ۱۵۰ | ۲۸۷  | 0.523  |
| ۲۰   | Spain     | دانیل رویز             | ۱۹۷۴–۱۹۸۶ | ۱۴۷ | ۳۰۳  | 0.485  |
| ۲۱   | Spain     | رائول تامودو           | ۱۹۹۷–۲۰۱۲ | ۱۴۵ | ۴۰۳  | 0.36   |